# Michael Cheika

a Compétitions nationales et continentales officielles uniquement.

Dernière mise à jour le 21 novembre 2020.
Michael Cheika, né le 4 mars 1967 à Sydney, est un joueur et entraîneur de rugby à XV australien d'origine libanaise. Durant sa carrière de joueur, il joue au poste de troisième ligne centre en Australie et en France, notamment au Castres olympique et au CASG Paris.
Après sa carrière de joueur, Michael Cheika devient entraîneur de provinces et de clubs, dont le Leinster et le Stade français. En octobre 2014, il est nommé sélectionneur de l'Australie. Il mène l'équipe en finale de la Coupe du monde 2015. Les résultats des Wallabies sont ensuite mitigés et il démissionne au lendemain de l'élimination de l'Australie en quarts-de-finale de la Coupe du monde 2019.
Exerçant également dans le rugby à XIII, Cheika devient en 2021 le sélectionneur de l'équipe nationale libanaise.

## Biographie

### Carrière de joueur
Michael Cheika est né en Australie en 1967. Ses parents sont des Libanais qui ont émigré en Australie pendant l'hiver 1950. Il grandit dans la banlieue de Sydney à Coogee.
Ancien international australien des moins de 21 ans, Michael Cheika jouait au poste de troisième ligne centre. Il évolue en France pendant trois saisons, d'abord au Castres olympique (1989-1991), puis au CASG Paris (1991-1992), avant de partir pour le club de Rovigo en Italie. Il joue ensuite pour le club de Randwick à Sydney et pour les New South Wales Waratahs.

### Carrière d'entraîneur
Il commence sa carrière à Padoue en 1999, puis retourne en Australie où il prend en main les destinées de son club de Randwick et remporte le championnat de Sydney en 2004. 
En 2005, il est nommé entraîneur de l'équipe irlandaise du Leinster avec qui il remporte la Ligue celtique en 2008 et la Coupe d'Europe en 2009. En 2010, il succède à Jacques Delmas comme entraîneur du Stade français, son contrat s'arrête en fin de saison 2011-2012, il n'est pas prolongé. 
Le 18 septembre 2012, il est nommé à la tête des Waratahs à partir de la saison 2013.
Le 22 octobre 2014, il est nommé sélectionneur de l'Australie, où il succède à son compatriote, Ewen McKenzie, démissionnaire. Malgré des résultats décevants, Cheika est maintenu à son poste par sa fédération le 17 décembre 2018. Il démissionne au lendemain de l'élimination de l'Australie en quarts-de-finale de la Coupe du monde 2019.
En septembre 2020, il devient consultant auprès de l'équipe d'Argentine de rugby à XV pour épauler le sélectionneur Mario Ledesma, qui a été son adjoint au Stade français, aux Waratahs et avec l'Australie. Il intervient de nouveau en 2021.
En novembre 2020, il est nommé entraîneur de l'équipe du Liban de rugby à XIII pour diriger l'équipe à l'occasion de la Coupe du monde 2021 en Angleterre.
En mai 2021, il prend les fonctions de directeur du rugby du NEC Green Rockets Tokatsu, ayant pour but d'accompagner l'équipe dans sa professionnalisation, ainsi que de développer des sections jeunes et féminines.

## Statistiques

### Bilan en club
| Saison      | Club           | Division                  | Poste              | Classement                                | Coupe d'Europe  | Challenge Européen |
| ----------- | -------------- | ------------------------- | ------------------ | ----------------------------------------- | --------------- | ------------------ |
| 1999 - 2000 | Padoue         | Serie A1                  | Avants             | 4e du groupe B, 3e du Tour de relégation  | Phase de poules | —                  |
| 2000 - 2001 | Padoue         | Serie A1                  | Avants             | 4e du groupe B, 1er du Tour de relégation | —               | —                  |
| 2001 - 2002 | Randwick       |                           | Entraîneur         | ?                                         | n/a             | n/a                |
| 2002 - 2003 | Randwick       | ?                         | Entraîneur         |                                           | n/a             | n/a                |
| 2003 - 2004 | Randwick       | Vainqueur du Shute Shield | Entraîneur         |                                           | n/a             | n/a                |
| 2004 - 2005 | Randwick       | ?                         | Entraîneur         |                                           | n/a             | n/a                |
| 2005 - 2006 | Leinster       | Celtic League             | Manager            | 2e                                        | Demi-finale     | —                  |
| 2006 - 2007 | Leinster       | Celtic League             | Manager            | 3e                                        | Quart de finale | —                  |
| 2007 - 2008 | Leinster       | Celtic League             | Manager            | Champion                                  | Phase de poules | —                  |
| 2008 - 2009 | Leinster       | Celtic League             | Manager            | 3e                                        | Vainqueur       | —                  |
| 2009 - 2010 | Leinster       | Celtic League             | Manager            | Finaliste                                 | Demi-finale     | —                  |
| 2010 - 2011 | Stade français | Top 14                    | Directeur de rugby | 10e                                       | —               | Finaliste          |
| 2011 - 2012 | Stade français | Top 14                    | Directeur de rugby | 7e                                        | —               | Demi-finale        |
| 2013        | Waratahs       | Super 15                  | Manager            | 3e de la conférence australienne          | n/a             | n/a                |
| 2014        | Waratahs       | Super 15                  | Manager            | Champion                                  | n/a             | n/a                |

### Bilan à la tête des sélections
| Année | Sélection | Poste         | The Rugby Championship | Coupe du monde      | Classement World Rugby en fin d'année |
| ----- | --------- | ------------- | ---------------------- | ------------------- | ------------------------------------- |
| 2015  | Australie | Sélectionneur | Vainqueur              | Finaliste (détails) | 2e                                    |
| 2016  | Australie | Sélectionneur | 2e                     | n/a                 | 3e                                    |
| 2017  | Australie | Sélectionneur | 2e                     | n/a                 | 4e                                    |
| 2018  | Australie | Sélectionneur | 3e                     | n/a                 | 6e                                    |
| 2019  | Australie | Sélectionneur | 2e                     | Quart de finale     | 6e                                    |
| 2022  | Argentine | Sélectionneur | 4e                     | n/a                 | 8e                                    |
| 2023  | Argentine | Sélectionneur | 3e                     | ?                   | ?                                     |

## Palmarès d'entraîneur
- Shute Shield (1) : 2004
- Ligue celtique (1) : 2008
- Coupe d'Europe (1) : 2009
- Super Rugby (1) : 2014
- The Rugby Championship (1) : 2015
- Finaliste de la Coupe du monde : 2015
- Autres
  - Trophée des bicentenaires (2) : 2014 et 2016